# Magion–1

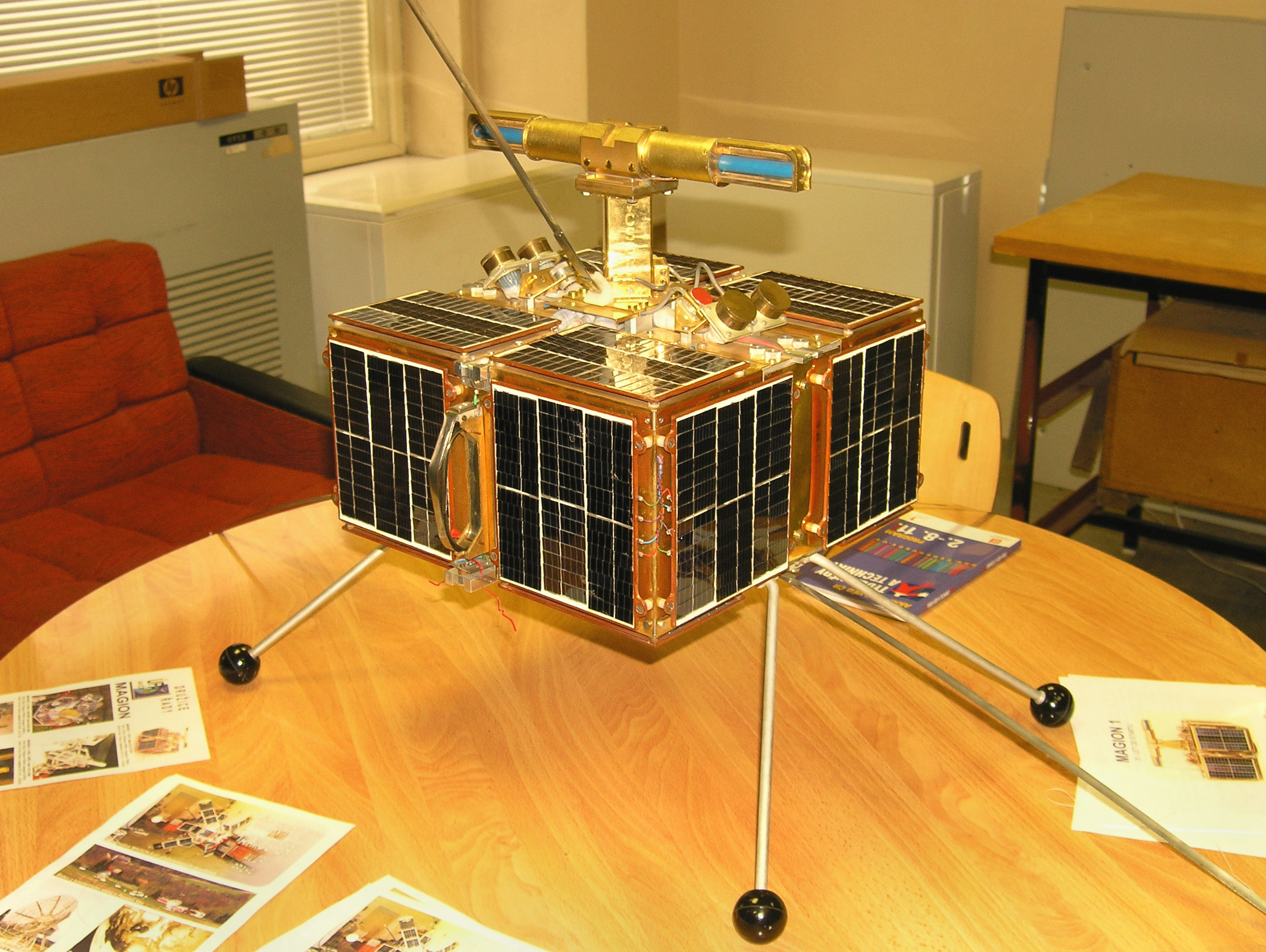
A Magion–1 makettje

Magion–1 csehszlovák technológiai, ionoszféra-kutató műhold.

## Küldetés
A program keretében a Szovjetunió térítésmentesen rendelkezésére bocsátotta mesterséges holdjait, rakétáit, távközlési és egyéb földi berendezéseit. Feladata a földi követő egységek optikai  ellenőrzésének elősegítése, illetve műszereinek mért adatait digitális úton átjátszani a vevő egységbe.

## Jellemzői
1978. október 24-én a Pleszeck űrrepülőtérről egy Interkozmosz hordozórakéta a Koszmosz–3M (11K65M) – 189. eredményes felbocsátás – (több mint 1 tonna hasznos terhet elbíró, kétfokozatú) segítségével indították Föld körüli, közeli körpályára. Az Interkozmosz–18 volt a hordozó egysége, parkolópályájának adatai: pályája 96,4 perces, 83 fokos hajlásszögű, elliptikus pálya-perigeuma 407 kilométer, apogeuma 768 kilométer volt. Energiaellátását akkumulátorok és napelemek összehangolt egysége biztosította. Hasznos tömege 15 kilogramm.
1978. november 14-én levált az Interkozmosz–18-ról, önálló feladatokat hajtott végre. Az orbitális egység pályája 96,4 perces, 83 fokos hajlásszögű, elliptikus pálya-perigeuma 404 kilométer, apogeuma 762 kilométer volt. Pályáját egy prizma (0,3×0,3×0,15 centiméter) kapcsolaton keresztül igazította az anyaműholdhoz.
Aktív szolgálati idejét 1981. szeptember 11-én 1052 nap után fejezte be, a Föld légkörébe érve elégett.

## Külső hivatkozások
- Bemutatjuk... a cseh űrkutatást í(1. rész), in: Űrvilág, 2007. május 4.
- Interkozmosz–18. skyrocket.de. (Hozzáférés: 2012. december 20.)
- Magion–1. skyrocket.de. (Hozzáférés: 2012. december 20.)
- Magion–1. lib.cas.cz. (Hozzáférés: 2012. december 20.)

| Elődje: Kezdet | Interkozmosz sorozat 1978–1996 | Utódja: Magion–2 |